# Кизилжарський сільський округ (Астраханський район)
Кизилжа́рський сільський округ (каз. Қызылжар ауылдық округі, рос. Кызылжарский сельский округ) — адміністративна одиниця у складі Астраханського району Акмолинської області Казахстану. Адміністративний центр — село Жана-Турмис.
Населення — 1145 осіб (2021; 1785 у 2009, 2395 у 1999, 2861 у 1989).
Станом на 1989 рік існували Акбеїтська селищна рада (смт Акбеїт) та Червоножовтнева сільська рада (села Акимовка, Жанатурмис, Оксановка), 1993 року вони утворили Кизилжарський сільський округ. Пізніше село Акбеїт було передано до складу Жалтирського сільського округу.

## Склад
До складу округу входять такі населені пункти:
| Населений пункт   | Колишні назви | Населення, осіб (1989) | Населення, осіб (1999) | Населення, осіб (2009) | Населення, осіб (2021) |
| ----------------- | ------------- | ---------------------- | ---------------------- | ---------------------- | ---------------------- |
| Акимовка, село    | -             | 668                    | 647                    | 406                    | 240                    |
| Жана-Турмис, село | Жанатурмис    | 1535                   | 1173                   | 1016                   | 593                    |
| Оксановка, село   | -             | 658                    | 575                    | 363                    | 312                    |